# Pristimantis crucifer
Espèce
Synonymes
- Hylodes crucifer Boulenger, 1899
- Eleutherodactylus crucifer (Boulenger, 1899)

Statut de conservation UICN

 VU B1ab(iii) : Vulnérable
Pristimantis crucifer est une espèce d'amphibiens de la famille des Craugastoridae.

## Répartition
Cette espèce est endémique du versant Ouest de la cordillère Occidentale en Équateur. Elle se rencontre dans les provinces d'Imbabura, d'Esmeraldas, de Pichincha, de Cotopaxi et de Bolívar entre 1 200 et 1 800 m d'altitude.

## Description
L'holotype mesure 19 mm.

## Publication originale
- Boulenger, 1899 : Descriptions of new reptiles and batrachians collected by Mr. P.O. Simons in the Andes of Ecuador. Annals and Magazine of Natural History, sér. 7, vol. 4, p. 454-457 (texte intégral).